# Горна Брестница
Горна Брестница е село в Западна България. То се намира в община Кюстендил, област Кюстендил.

## География
Селото се намира в Кюстендилската котловина, на 4 километра северозападно от град Кюстендил, в южните склонове на планината Лисец.
Съставено е от център (Варош) и махалите Горна, Чамуганска, Босачка, Бързачка и Синадинска.
Според предания името на селото, Брестница, произхожда от множеството брястове, които по-рано е имало в по влажните места на землището. Казва се Горна Брестница, понеже по-ниско от него имало село Долна Брестница, сега махала на с. Жиленци.
През годините селото принадлежи към следните административно-териториални единици: Община Лозно (1883 – 1887), община Жиленци (1887 – 1971) и Община Кюстендил (от 1971 г.). 

## Население
| Година    | 1880 | 1900 | 1920 | 1926 | 1934 | 1946 | 1956 | 1965 | 1975 | 1985 | 1992 | 2001 | 2010 |
| Население | 221  | 260  | 321  | 335  | 329  | 324  | 249  | 154  | 108  | 96   | 100  | 66   | 69   |

## История
Село Горна Брестница е старо средновековно селище. В списъка на джелепкешаните от 1576 – 77 г. е записано селище Биресниче.
През 1866 г. е посочено в турски регистри под името Бресница с 14 домакинства и 111 жители.
Преди Освобождението в селото е имало турски чифлик, собственост на Сулиманко, който избягал в Крива паланка.
В края на ХІХ век селото има 6025 декара землище, от които 2741 дка ниви, 1857 дка гори, 733 дка мера, 594 дка естествени ливади, 64 дка градини и 34 дка лозя и се отглеждат 684 овце, 173 говеда, 34 коня и 113 кози. Основен поминък на селяните са земеделието, животновъдството, дърводобива и домашните занаяти.
През 1882 г. е построена църквата „Свети Дух“, през 1892 г. е открито училище. Основано е земеделско кооперативно спестовно сдружение „Свети Дух“ (1910), което от 1947 г. става всестранна кооперация.
През 1951 г. е учредено ТКЗС „Септември“, което от 1979 г. е в състава на АПК „Осогово“ – гр. Кюстендил.
Селото е електрифицирано (1945) и водоснабдено (1970). Главните улици са асфалтирани.
Активни миграционни процеси.

## Религии
Село Горна Брестница принадлежи в църковно-административно отношение към Софийска епархия, архиерейско наместничество Кюстендил. Населението изповядва източното православие.

## Обществени институции
- Кметско наместничество.
- Читалище „Осоговски лъч“ – действащо читалище, регистрирано под номер 3408 в Министерство на културата на Република България.

## Исторически, културни и природни забележителности
- Църква „Свети Дух“. Построена е, видно от надпис в олтара, през 1882 г. Представлява еднокорабна постройка с три слепи купола на свода. Иконостасът е с дъсчена направа без резба, изпълнен с растителни орнаменти, с изключение на олтарните двери, които са резбовани. Иконите са от неизвестен живописец. Степописите са изпълнени през 1905 г.
- Оброк. Намира се в местността „Полето“

## Редовни събития
Традиционно се организира земляческа среща (курбан) всяка първа събота от септември.